# Fiume (крейсер)
Fiume (рус. Фью́ме) — тяжёлый крейсер Королевского Итальянского флота типа «Зара».
Заложен на верфи Stabilimento Tecnico Triestino в Триесте 29 апреля 1929 года, спущен на воду 27 апреля 1930 года, вступил в строй 11 ноября 1931 года.
Имел сильное бронирование по сравнению с однотипными британскими крейсерами, из-за чего водоизмещение крейсера на 15% превышало допустимое по Вашингтонскому договору 1922 года.
28 марта 1941 в бою близ мыса Матапан потоплен артиллерийским огнём английских линейных кораблей «Warspite», «Barham» и «Valiant» в точке с координатами 35°21′ с. ш. 20°57′ в. д..